# 808s & Heartbreak
808s & Heartbreak – czwarty studyjny album amerykańskiego rapera i producenta Kanye Westa. Singlami promującymi album są „Love Lockdown” i „Heartless”. Album w całości nagrany przy użyciu Roland TR-808, stąd nazwa "808s", oraz auto-tunera, który zmienia głos wykonawcy. Druga część nazwy, "Heartbreak", mówi o złamanym sercu Kanye po utracie swojej narzeczonej. Artysta opowiada o tym w dziesięciu utworach na albumie, natomiast piosenka "Coldest Winter" została nagrana w hołdzie dla zmarłej mamy wykonawcy, Dondy West. Kanye zaprezentował materiał podczas specjalnej imprezy w Los Angeles 15 października 2008 r.. 

## Lista utworów
1. "Say You Will" – 6:14
2. "Welcome to Heartbreak" (feat. Kid Cudi) - 4:27
3. "Heartless" – 3:32
4. "Amazing" (feat. Young Jeezy) – 3:58
5. "Love Lockdown" – 4:31
6. "Paranoid" (feat. Mr. Hudson) - 4:48
7. "RoboCop" – 3:53
8. "Street Lights" – 3:14
9. "Bad News" – 3:54
10. "See You in My Nightmares" (feat. Lil Wayne) - 4:23
11. "Coldest Winter" – 2:48
12. "Pinocchio Story" (na żywo) – 6:01 (utwór ukryty)